# Таміка голосиста
Та́міка голосиста (Cisticola woosnami) — вид горобцеподібних птахів родини тамікових (Cisticolidae). Мешкає в Центральній Африці.

## Підвиди
Виділяють два підвиди:
- C. w. woosnami Ogilvie-Grant, 1908 — від північного сходу ДР Конго і Уганди до центральної Танзанії;
- C. w. lufira Lynes, 1930 — південний схід ДР Конго, Замбія, південний захід Танзанії і північ Малаві.

## Поширення і екологія
Голосисті таміки мешкають в Демократичній Республіці Конго, Бурунді, Руанді, Уганді, Кенії, Танзанії, Замбії і Малаві. Вони живуть в сухих саванах і луках.